# Léon Humblot
Léon Humblot (Léon Joseph Henry Humblot) (Nancy in Frankrijk, 3 juni 1852  -  Mitsamiouli op  Grande Comore, 20 maart 1914) was een Franse natuuronderzoeker (plant- en dierkundige) en verzamelaar van specimens.

## Biografie
Hij kwam in 1884 terecht op de Comoren in het kader van een geografisch onderzoeksproject dat werd uitgevoerd door het Muséum national d'histoire naturelle. Hij zorgde dat de Sultan van Bambao een verdrag ondertekende waarbij Frankrijk het gezag over de eilanden Grande Comore, Anjouan, Mayotte en Moheli verkreeg. Op Grande Comore stichtte Humblot een koloniale, agrarische onderneming en bijbehorende fabriekjes die specerijen en parfums maakten. Terwijl hij daar gestationeerd was, stuurde hij specimens van vaatplanten en vogels naar vrienden, collega's en het natuurhistorisch museum.
- Bibliothèque nationale de France: cb15365523v (data)
- Author citation (botany): Humblot
- Gemeinsame Normdatei: 1129612171
- International Standard Name Identifier: 0000 0000 0501 9756
- Library of Congress Control Number: no2016057657
- Système universitaire de documentation: 151217637
- Virtual International Authority File: 29834061
- WorldCat: E39PBJxcRxrffHmPygk46FFHYP